# Radio Crazy
A Radio Crazy japán könnyűzenei fesztivál, melyet 2009 óta rendeznek meg minden év végén az Intex Osaka épületében.

## Fellépők

### 2009
| Dátum                 | L-Stage | R-Stage |
| --------------------- | --- | --- |
| 1. nap (december 29.) | - Okamato’s - Andymori - Abe Mao - Sakanaction - The Pillows - Kaettekita Naniva Sullivan Show - Remioromen - The Hiatus - Unicorn                 | - Sister Jet - The Beatmotors - Lego Big Morl - Yo-King - Fujifabric - Panyz - Rize - Quruli - Dohatten                                                                |
| 2. nap (december 30.) | - Kuroneko Chelsea - S.R.S - Tsu Shi Ma Mi Re - Hige - HY - Minmi - Aszai Kenicsi - Ego-Wrappin’ and The Gossip of Jaxx - The Back Horn - Superfly | - Galileo Galilei - Does - The Bawdies - The inazuma szentai - Losalios - Diggy-Mo’ - Salyu - Nico Touches the Walls - Szano Motoharu & The Coyote Band - The Birthday |

### 2010
| Dátum                 | L-Stage | R-Stage |
| --------------------- | --- | --- |
| 1. nap (december 29.) | - Dohatten - Straightener - Pontiacs - Hotei Tomojaszu - The Cro-Magnons - Okuda Tamio - Szaitó Kazujosi - Crazyman Club Band          | - Sekai no Owari - Negoto - Mowmow Lulu Gyaban - Okamato’s - Ogre You Asshole - Kegava no Maries - Does - EOR (vendég: Superfly/Momo Kazuhiro) - Cocco |
| 2. nap (december 30.) | - Chatmonchy - Grapevine - Mo’some Tonebender - The Bawdies - Magokoro Brothers - Soul Flower Union - The Hiatus - Elephant Kashimashi | - Droog - Kobajasi Taró - Takahasi Jú - OreSkaBand (vendég: Ulful Keiszuke) - One Ok Rock - Andymori - Monobright - Sambomaster - Sakanaction          |

### 2011
| Dátum                 | L-Stage | R-Stage |
| --------------------- | --- | --- |
| 1. nap (december 29.) | - Abe Mao - 9mm Parabellum Bullet - One Ok Rock - The Bawdies - Szaitó Kazujosi + Mannish Boys - Kimura Kaela - Okuda Tamio - Sambomaster | - Man with a Mission - Nico Touches the Walls - Nothing’s Carved in Stone - Negoto - Avengers in Sci-fi - Sekai no Owari - Straightener - Hacukoi no arasi - Andymori |
| 2. nap (december 30.) | - Base Ball Bear - Champagne - Sherbets - Fujifabric - Elephant Kashimashi - Sakanaction - The Hiatus - Hige                              | - N’ Sukugava Boys - The Salovers - Okamato’s - Taiji at the Bonnet - Triceratops - Androp - The Back Horn - Okamura Jaszujuki - Panyz                                |

### 2012
| Dátum                 | L-Stage | R-Stage | The Hottest Rock of 2013 |
| --------------------- | --- | --- | --- |
| 1. nap (december 29.) | - Monobright - Mowmow Lulu Gyaban - Gotó Mariko - Pushim - Scott & Rivers - Base Ball Bear - Namba Akihiro - Brahman - Quruli                                      | - Androp - Abe Mao - Polysics - Mongol800 - Csikjú szankjódai - The Cro-Magnons - The Birthday - The Bawdies | - Ucsú Mao - 0.8-bjó to sógeki - Alcala - Sisido Kavka - White Ash - The Dresscodes - Totalfat - The Bohemians                   |
| 2. nap (december 30.) | - 9mm Parabellum Bullet - Nothing’s Carved in Stone - Fujifabric - Man with a Mission - Sakanaction - Boom Boom Satellites - The Hiatus - Asian Kung-Fu Generation | - Bigmama - Plenty - Acidman - Okamato’s - Losalios - Champagne - Aszai Kenicsi - Rize - The Telephones      | - Knock Out Monkey - The Flickers - Good Morning America - Dr. Drowner - The Mirraz - The Love ningen - Lego Big Morl - CreepHyp |

### 2013
| Dátum                 | L-Stage | R-Stage | The Hottest Rock of 2014 | Live House Antenna |
| --------------------- | --- | --- | --- | --- |
| 1. nap (december 28.) | - 10-Feet - Avengers in Sci-fi - Back Number - Base Ball Bear - Fear, and Loathing in Las Vegas - Okamato’s - One Ok Rock - CreepHyp - The Telephones - Bump of Chicken | - Scandal - Flower Flower - Totalfat - Knock Out Monkey - Good Morning America - Geek Sleep Sheep - SiM - AA= - Straightener - Dragon Ash                                          | - My First Story - The Starbems - The Salovers - Tricot - Kinoko teikoku - Bakudan Johnny - The Oral Cigarettes - Szúsincsú - Czecho No Republic - Rottengraffty - Phono Tones - Hige | - Nubo - Pan - Geszu no kivami otome - Happy - Szajonara, matakondo ne - Fabled Number                                                  |
| 2. nap (december 29.) | - The Back Horn - Champagne - The Bawdies - Panyz - Boom Boom Satellites - Radwimps - Sakanaction - Man with a Mission - Okuda Tamio                                    | - Kana-boon - Spyair - Fujifabric - Sambomaster - Soil & "Pimp" Sessions (vendég: Siina Ringo) - The Hiatus - Szaitó Kazujosi - Tokyo Ska Paradise Orchestra - Mongol800 - Bigmama | - Keytalk - Haku - Sakanamon - Hemenway - Quattro - Haruka Tomijuki - San Fujins - Passepied - Tokió Karankoron - Kjúszó nekokami - OreSkaBand - N’ Sukugava Boys                     | - Szoredemo szekai ga cuzukunara - Shisamo - go!go!vanillas - Charan-po-Rantan - Karaszu va massiro - Burnout Syndromes - Brian the Sun |

### 2014
| Dátum                 | L-Stage | R-Stage | D-Stage | M-Stage | Live House Antenna                                                                  |
| --------------------- | --- | --- | --- | --- | ----------------------------------------------------------------------------------- |
| 1. nap (december 27.) | - Tokyo Ska Paradise Orchestra - Rekisi - Abe Mao - The Bawdies - Geszu no kivami otome - Kimura Kaela - SiM - CreepHyp - Back Number - Superfly                 | - The Oral Cigarettes - Good Morning America - Hosino Gen - Androp - The Telephones - The Turtles Japan - The Hiatus - Quruli - Okamato’s | - go!go!vanillas - Czecho No Republic - Unison Square Garden - Scandal - The King Allstars - Triceratops - Szuga Sikako - Special Others - Aszai Kenicsi - Boom Boom Satellites | - Kaisin no Ichigeki - Akai kóen - The Flickers - Blue Encount - Katahira Rina - Kimjó reitaró Travel Swing gakudan - Ómori Jaszuko & The Pink Tokarev - Scoobie Do - Kinoko teikoku - Indigo la End | - Lamp in Terren - Fishlife - Balls - Kúszó iinkai - The fin - Rith Bart Baron      |
| 2. nap (december 28.) | - Ling tosite sigure - Nothing’s Carved in Stone - Base Ball Bear - Bigmama - 10-Feet - Dohatten - One Ok Rock - Denki Groove - Elephant Kashimashi - Alexandros | - Rottengraffty - Totalfat - Rize - Acidman - Straightener - Kjúszó nekokami - Panyz - 9mm Parabellum Bullet - Kana-boon                  | - Shisamo - Alcala - Grapevine - Magokoro Brothers - Plenty - The Mirraz - San Fujins - Keytalk - Passepied - Tokió Karankoron                                                  | - Zainicsi Funk - Frederick - A Flood of Circle - Hitorie - Hello Sleepwalkers - Happy - 04 Limited Sazabys - Phatmans After School - Lego Big Morl - Gagaga SP                                      | - Kankuro Piero - Drop’s - Folks - Howl Be Quiet - Giraffepot - Joru no honki Dance |

### 2015
| Dátum                 | L-Stage | R-Stage                                                                                              | D-Stage                                                                                        | M-Stage | Live House Antenna                                                                         |
| --------------------- | --- | --- | ---------------------------------------------------------------------------------------------- | --- | ------------------------------------------------------------------------------------------ |
| 1. nap (december 27.) | - Kjúszó nekokami - 04 Limited Sazabys - The Mirraz - Passepied - Fujifabric - Good Morning America - CreepHyp - Elephant Kashimashi - Brahman                                                        | - Knock Out Monkey - AA= - The Dresscodes - Sanfujins - Fredrick - Okamoto’s & 802 DJ Artist Session | - Dramatic Alaska - Lamp in Terren - The fin. - Haruka Tomojuki - Tricot - Joru no honki Dance | - 9mm Parabellum Bullet - The Oral Cigarettes - Keytalk - Rize - 10-Feet - Dragon Ash - Alexandros - Man wit a Mission - Sakanaction       | - Revision of Sence - Awesome City Club - Lili Limit - Suchmos - Shiggy Jr. - Scenario Art |
| 2. nap (december 28.) | - Totalfat - Blue Encount - My First Story - The Back Horn - go!go!vanillas - Szuga Sikako with Szuganami Eidzsun (The Back Horn) - The Birthday - Hige - Ken Yokoyama - Tokyo Ska Paradise Orchestra | - Tokió karankoron - Kemuri - The King Allstars - Wanima - The Pillows - Rottengraffty               | - Shin Rizumu - Cero - Negoto - Keishi Tanaka - Charan po Rantan - Katahira Rina               | - Nothing’s Carved in Stone - Sambomaster - Shishamo - Orange Ranger - Bigmama - Monoeyes - Kana-boon - Unison Square Garden - Back Number | - Glim Spanky - Kidori Kidori - Homecomings - Dzsoóbacsi - Mrs. Green Apple - Super Beaver |

### 2016
| Dátum                 | L-Stage | R-Stage | Z-Stage | Live House Antenna |
| --------------------- | --- | --- | --- | --- |
| 1. nap (december 27.) | - Mrs. Green Apple - Abe Mao - My Hair Is Bad - 175R - Wanima - Kjúszó nekokami - 10-Feet - Frederick - Passepied    | - Kankaku Pierrot - Super Beaver - Cocco - LiSA - sumika - plenty - SiM - Quruli | - Scandal - Keytalk - Rekisi - The Oral Cigarettes - The Bawdies - Radwimps - Shishamo - Alexandros                                                      | - Lenny code fiction - Friends - Rhythmic Toy World - Jabai T-shirt-jaszan - The Winking Owl - Bentham - I Was Born - Howl Be Quiet      |
| 2. nap (december 28.) | - Hy+Bigmama - Okamoto’s - Suchmos - Rize - Mongol800 - Straightener - Nico Touches the Walls - Unison Square Garden | - Base Ball Bear - Good Morning America - Gotch & the Good New Times - Totalfat - Fujifabric - O.Y.Z Crazy: The Collectors×Flower Companyz - Boom Boom Satellites Live Archive from FM802 Radio Crazy 2013 - Special Others | - go!go!vanillas - 04 Limited Sazabys - Blue Encount - Tokyo Ska Paradise Orchestra feat. Ken Yokoyama - CreepHyp - Kana-Boon - The Hiatus - Sakanaction | - Ame no Parade - Burnout Syndromes - Kokoro Auction - Panorama Panama Town - never young beach - lovefilm - the peggies - Brian the Sun |